# Adrar Tigharghar
Pour les articles homonymes, voir Adrar.
L'Adrar Tigharghar ou Tirharrhar est une montagne située dans le Nord-Est du Mali, à environ 790 mètres d'altitude, dans la partie sud-ouest de l'Adrar des Ifoghas, entre Kidal et Tessalit.
Pendant la guerre du Mali, a lieu au printemps 2013 la bataille du Tigharghâr, une offensive franco-tchadienne ayant pour but de prendre le contrôle de l'Adrar Tigharghar, base principale d'Al-Qaida au Maghreb islamique au Mali. Le mont Tigharghâr et la vallée de l'Ametettaï sont alors le dernier réduit des djihadistes du secteur,.